# Ursulinenkloster Straubing

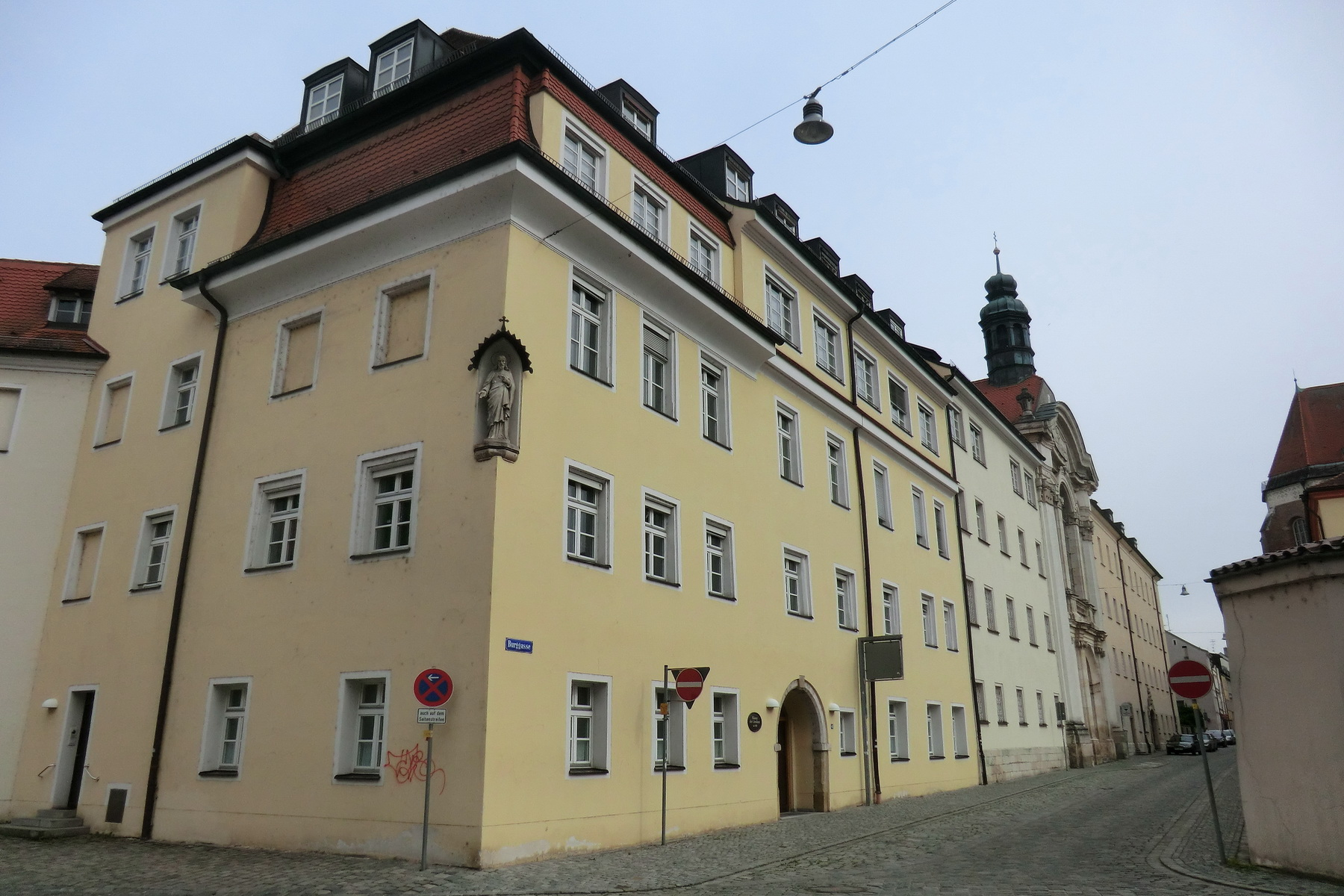
Ursulinenkloster Straubing

Das Ursulinenkloster Straubing ist ein Kloster der Ursulinen in Straubing in Bayern in der Diözese Regensburg.

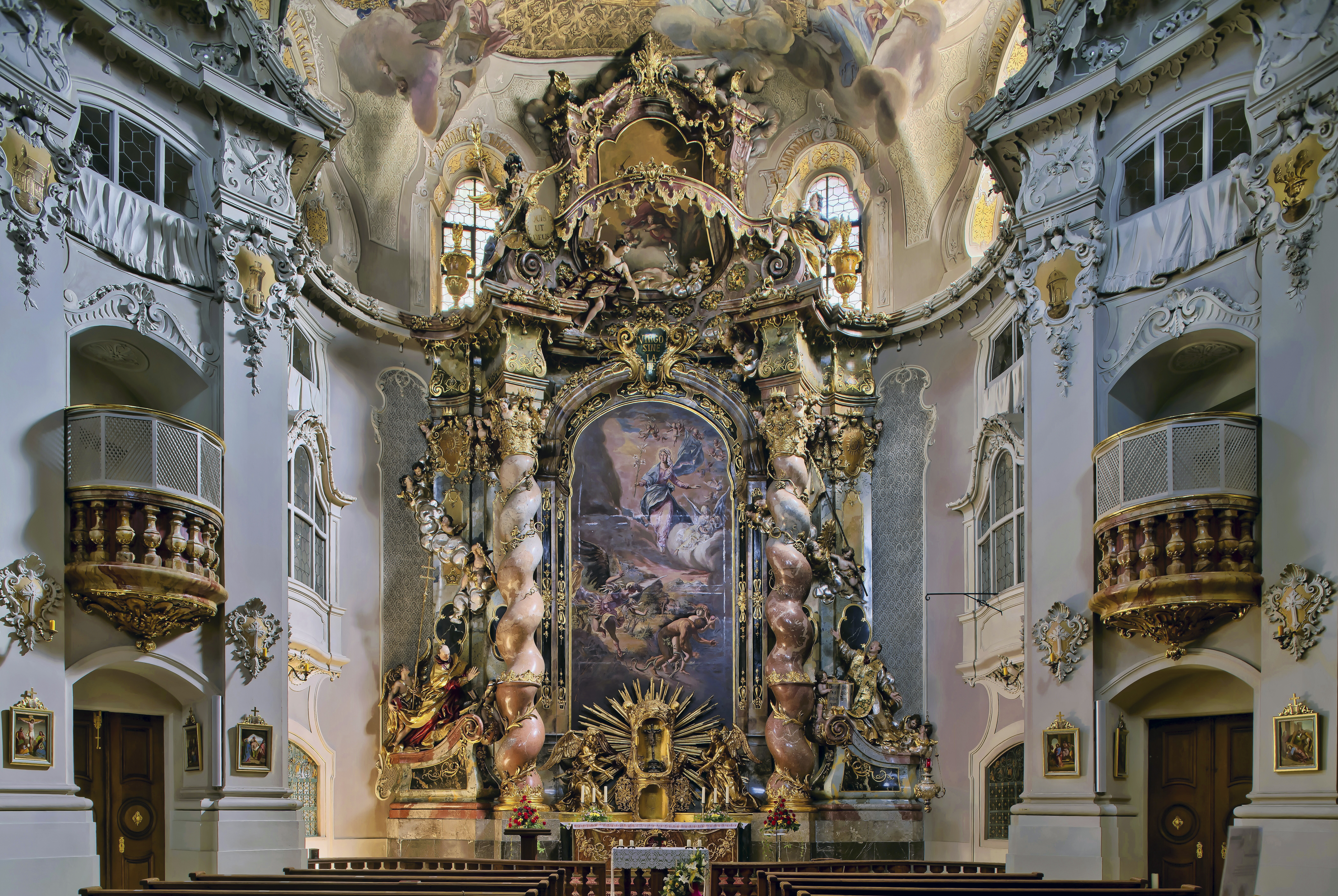
Innenansicht der Ursulinenkirche

## Geschichte
Das der Unbefleckten Empfängnis Mariens geweihte Kloster wurde 1691 durch Kurfürst Maximilian II. Emanuel von Bayern und das Landshuter Ursulinenkloster gegründet; es wurde 1809 im Zuge der Säkularisation aufgelöst. Das Klostervermögen wurde zunächst von der königlichen Stiftungsadministration und nach deren Auflösung vom Magistrat verwaltet. 1827 wurde das Kloster wiederhergestellt, die Ursulinen errichteten 1867 eine Lehrerinnenbildungsanstalt und 1898 eine hauseigene Handelsschule. 1939 bis 1945 wurden die Schulen durch die Nationalsozialisten geschlossen. Heute gibt es ein Gymnasium, eine Realschule und eine Fachakademie für Sozialpädagogik mit angegliedertem Kindergarten in kirchlicher Trägerschaft.
Zum Kloster gehört die Kirche zur Unbefleckten Empfängnis Mariä. Sie liegt inmitten der Klosteranlage und ist von der Burggasse aus (Westfassade) betretbar. Im Jahr 1736 wurde, unter der Oberin Maria Magdalena von Empach (Tochter des Bürgermeisters von München) der Grundstein gelegt. Egid Quirin Asam schuf den Entwurf und war als Architekt verantwortlich, der kurfürstliche Unterbaumeister Johann Baptist Gunetzrhainer beaufsichtigte den Bau vor Ort. Das Gebäude und die Fassade entstanden bis ins Jahr 1738, danach arbeiteten Egid Quirin Asam als Stuckateur und Cosmas Damian Asam als Maler an der Ausstattung der Kirche. Als Cosmas Damian vor der Fertigstellung der Arbeiten verstarb, vollendete Egid Quirin die Ausstattung. Die Kirche wurde zum 50-jährigen Bestehen des Klosters im Mai 1741 von Johann Theodor von Bayern, Fürstbischof von Regensburg und Freising, eingeweiht.